# Гарб — Шрарда — Бені-Хсен
Гарб — Шрарда — Бені-Хсен (араб. الغرب شراردة بني حسين) —  один із 16 колишніх регіонів Марокко. Існував на півночі країни у 1997—2015 роках. Складався з трьох провінцій. Адміністративний центр — Кенітра.  
Існував до Адміністративної реформи Марокко у вересні 2015 року. Наразі є частиною новоутвореного регіону країни Рабат — Сале — Кенітра. 
На півночі межував з колишнім регіоном Танжер — Тетуан, на сході — з колишніми Таза — Ель-Хосейма — Таунат і Фес — Бульман, на південному сході — з регіоном Мекнес — Тафілалет, на півдні — з регіоном Рабат — Сале — Земмур —Заер, на заході омивався Атлантичним океаном.
| Марокко | Це незавершена стаття з географії Марокко. Ви можете допомогти проєкту, виправивши або дописавши її. |